# Ligne Kintetsu Gose
La ligne Kintetsu Gose (近鉄御所線, Kintetsu Gose-sen) est une courte ligne ferroviaire du réseau Kintetsu située dans la préfecture de Nara au Japon. Elle relie la gare de Shakudo à Katsuragi à la gare de Kintetsu-Gose à Gose.

## Histoire
La ligne a été ouverte le 9 décembre 1930 par le chemin de fer d'Osaka (大阪鉄道, Osaka Tetsudō).

## Caractéristiques

### Ligne
- Écartement : 1 067 mm
- Alimentation : 1 500 V par caténaire

### Services et interconnexion
La ligne est interconnectée avec la ligne Kintetsu Minami Osaka pour des services vers Osaka-Abenobashi.

### Liste des gares
La ligne comporte 4 gares, numérotées de P23 à P26.
| Numéro | Gare            | Nom japonais | Distance depuis Shakudo (km) | Correspondances                          | Localisation | Localisation |
| ------ | --------------- | ------------ | ---------------------------- | ---------------------------------------- | ------------ | ------------ |
| P23    | Shakudo         | 尺土         | 0                            | Kintetsu : Minami Osaka (interconnexion) | Katsuragi    |              |
| P24    | Kintetsu-Shinjo | 近鉄新庄     | 2,4                          |                                          | Katsuragi    |              |
| P25    | Oshimi (ja)     | 忍海         | 3,9                          |                                          | Katsuragi    |              |
| P26    | Kintetsu-Gose   | 近鉄御所     | 5,2                          | JR West : Wakayama (à Gose)              | Gose         |              |